# 歐開合唱團
歐開合唱團（O-Kai Singers）是一個由台灣原住民組成的 A Cappella (阿卡佩拉)合唱團，團長為賴家慶，以無伴奏合唱的方式演唱，成立於2004年，曾在臺灣、香港、中國大陸、荷蘭、奧地利、義大利、美國、加拿大、日本、韓國、新加坡等地演出，9年內演出場次超過700場。2012年底第一張專輯《O-Kai A Cappella》獲得2013年第24屆金曲獎的六項提名，獲得其中的最佳演唱組合獎、最佳原住民語專輯獎及評審團獎。2014年與五月天、亂彈阿翔、白安、家家、嚴爵、MP魔幻力量等藝人共同演唱世界盃足球賽歌曲中文群星版本〈由我們主宰〉。
部份原始團員與新團員另組新團體"織樂"，但這個團體在交替銜接期(2015年4月至10月間)有時仍以"歐開"名義演出。
歐開合唱團2014~2017由原始團員賴家慶、葉孝賢、葉孝恩、葉微真繼續經營，以教育、推廣A Cappella為主，並於2014年7月開創臺灣第一個A Cappella廣播節目 (阿卡人聲/教育廣播電臺)。2015年1月開播臺灣第二個A Cappella節目(阿卡佩拉/Bravo財團法人台北勞工教育電臺)入圍第50屆廣播金鐘獎非流行音樂節目獎、非流行音樂節目主持人獎。
2017年10月2日，織樂宣布在歐開第一場比賽(2004年10月2日)13年後回歸，繼續用"歐開合唱團"的團名演出。
2018年11月，發行第二張專輯“南方靈魂 Some People Say”，入圍第30屆流行音樂金曲獎最佳演唱組合獎。
2023年發行第三張專輯「最好的日常」，入圍第35屆流行音樂金曲獎最佳演唱組合獎、最佳原住民語專輯獎、年度專輯獎，最後獲得最佳演唱組合獎。

## 音樂作品

### 專輯
- 2012年《O-Kai A Cappella》
- 2018年《南方靈魂》
- 2023年《最好的日常》

## 獎項

### 2004年
- 臺灣重唱大賽人聲樂團組冠軍，並獲最佳主唱、最佳舞台呈現獎及漢聲獎。
- 國家盃現代A Cappella歌唱大賽冠軍，並獲最佳主唱獎。

### 2005年
- 赴奧地利參加“Ward Swingle Award” 國際A Cappella大賽,獲Gospel組季軍。

### 2006年
- 參加臺灣國際重唱大賽，獲國內賽冠軍及最佳主唱、最佳中文演唱、最佳爵士演唱、最佳舞台呈現獎等多項大獎，並於國際賽10支隊伍中獲亞軍。

### 2007年
- 赴奧地利參加 Ward Swingle Award 國際A Cappella大賽，獲Jazz組季軍。

### 2008年
- 參加ORTV合唱比賽，於臺灣131支隊伍中獲冠軍。

### 2013年
- 《O-Kai A Cappella》獲得美國CASA（英语：Contemporary A Cappella Society）Contemporary A Cappella Recording Awards（類似阿卡佩拉界的葛萊美獎）的《最佳爵士專輯》[6]。
- 《O-Kai A Cappella》獲得中華音樂人交流協會2012年度的《年度十大專輯》。
- 入圍金曲奬的評審團獎、最佳演唱組合獎、最佳原住民語專輯獎、最佳新人獎、最佳專輯製作人獎、最佳編曲人獎等六項奬項，獲得其中的最佳演唱組合獎、最佳原住民語專輯獎及評審團獎。
- 入圍華語金曲獎的年度最佳組合、年度最佳世界/民族音樂藝人、年度封套設計。

## 外部連結
- 歐開合唱團 （页面存档备份，存于）
- 歐開合唱團的Facebook專頁